# Nymphargus griffithsi
Nymphargus griffithsi es una especie de anfibio anuro de la familia Centrolenidae.

## Descripción
N. griffithsi es una rana de tamaño grande, entre 19 a 26 mm. La apariencia superficial es relativamente lisa aunque la superficie dorsal del tegumento cuenta con finos gránulos separados. La superficie ventral es granulosa mientras el resto del cuerpo es liso. Su coloración dorsal es verde-amarillenta pálida con presencia en algunos casos de ribetes de color verde oscuro. En la punta de los dedos posee coloración amarilla pálida y en el vientre blanquecina. Su peritoneo visceral es transparente pero el corazón no es visible. Iris ocular con pigmento broncíneo blanquecino.
Es similar a Centrolene buckleyi y Espadarana prosoblepon, pero se diferencia de estas por tener menos membrana interdigital y ser posiblemente más arbórea. Los machos poseen una proyección antehumeral incipiente paralela al húmero no visible externamente. Se reproduce en arroyos, depositando sus huevos en la vegetación sobresaliente del agua.

## Distribución geográfica
Esta especie habita la vegetación cercana a arroyos de bosques montanos entre los 1780 y 2650 m s. n. m. de la vertiente del Pacífico de la Cordillera Occidental de Colombia en los departamentos de Antioquia, Chocó, Cauca, Valle del Cauca, Nariño y Risaralda; con algunos registros en la vertiente oriental de la Cordillera Central en el departamento de Caldas.
En Ecuador se registra en la Cordillera Occidental al sur de la provincia de Cotopaxi y Pichincha.

## Etimología
Esta especie lleva el nombre en honor a Ivor Griffiths.

## Publicación original
- Goin, 1961 : Three new centrolenid frogs from Ecuador. Zoologischer Anzeiger, vol. 166, p. 95-104.[6]